# آرویلر
آرویلر (به فرانسوی: Arvillers) یک کمون در فرانسه است که در سم (فرانسه) واقع شده‌است. آرویلر ۱۲٫۶۸ کیلومتر مربع مساحت دارد ۱۰۲ متر بالاتر از سطح دریا واقع شده‌است.